# Cercomacra
Cercomacra is een geslacht van vogels uit de familie Thamnophilidae.

## Soorten
De volgende soorten zijn bij het geslacht ingedeeld:
- Cercomacra brasiliana  –  Wigstaartmiervogel
- Cercomacra carbonaria  –  Rio-Brancomiervogel
- Cercomacra cinerascens  –  Grijze miervogel
- Cercomacra ferdinandi  –  Ferdinands miervogel
- Cercomacra manu  –  Peruaanse miervogel
- Cercomacra melanaria  –  Matogrossomiervogel
- Cercomacra nigricans  –  Rouwmiervogel